# Aromobates serranus
Aromobates serranus es una especie de anfibio anuro de la familia Aromobatidae.

## Distribución geográfica
Esta especie es endémica del estado de Mérida en Venezuela. Habita entre los 1800 y 2300 metros sobre el nivel del mar en la cordillera de Mérida.

## Publicación original
- Péfaur, 1985 : New species of Venezuelan Colostethus (Dendrobatidae). Journal of Herpetology, vol. 19, n.º 3, p. 321-327.[5]